# Aeonium balsamiferum
Aeonium balsamiferum es una especie de planta tropical con hojas suculentas del género Aeonium en la familia Crassulaceae. 

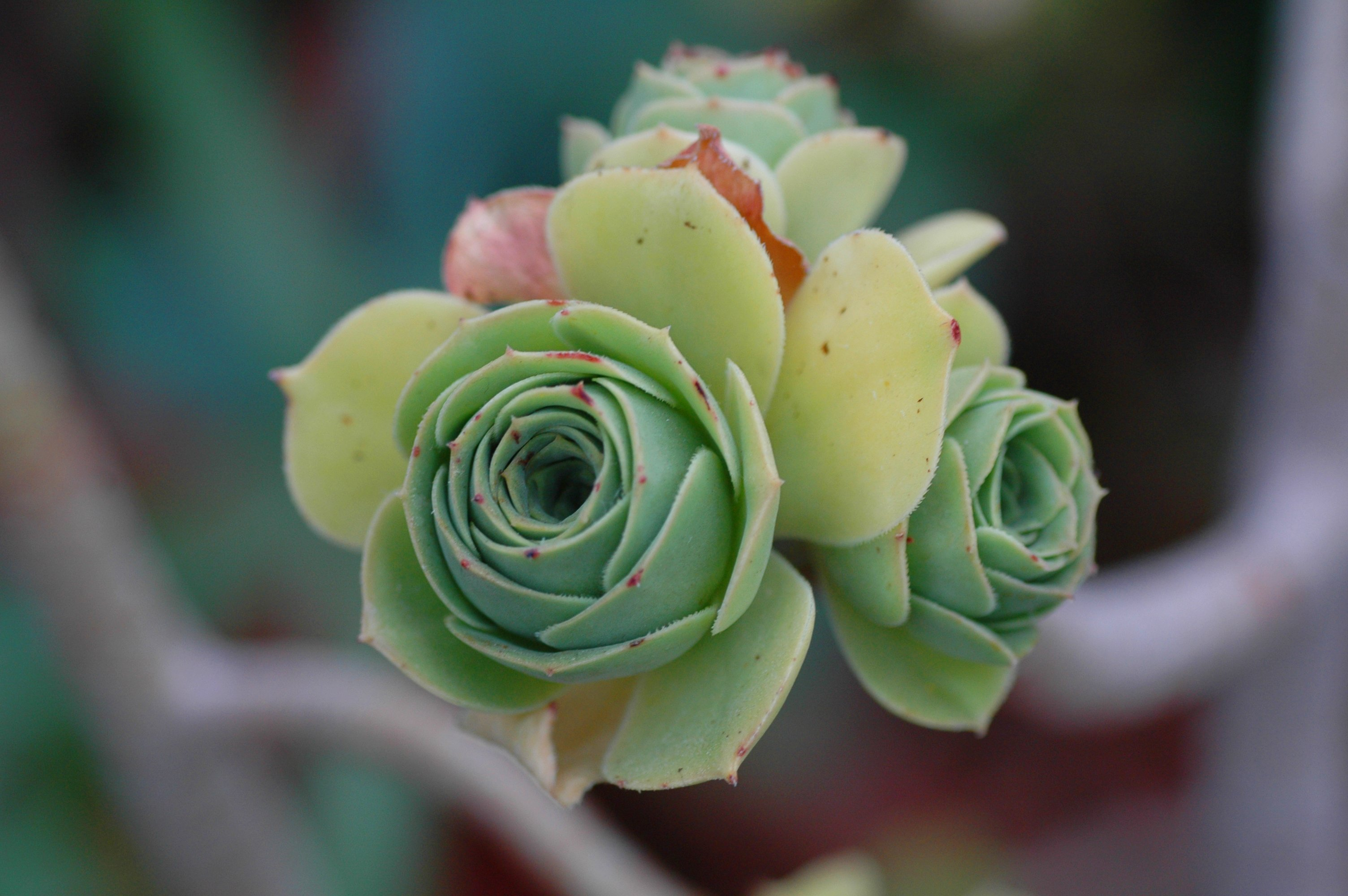
Detalle de la planta

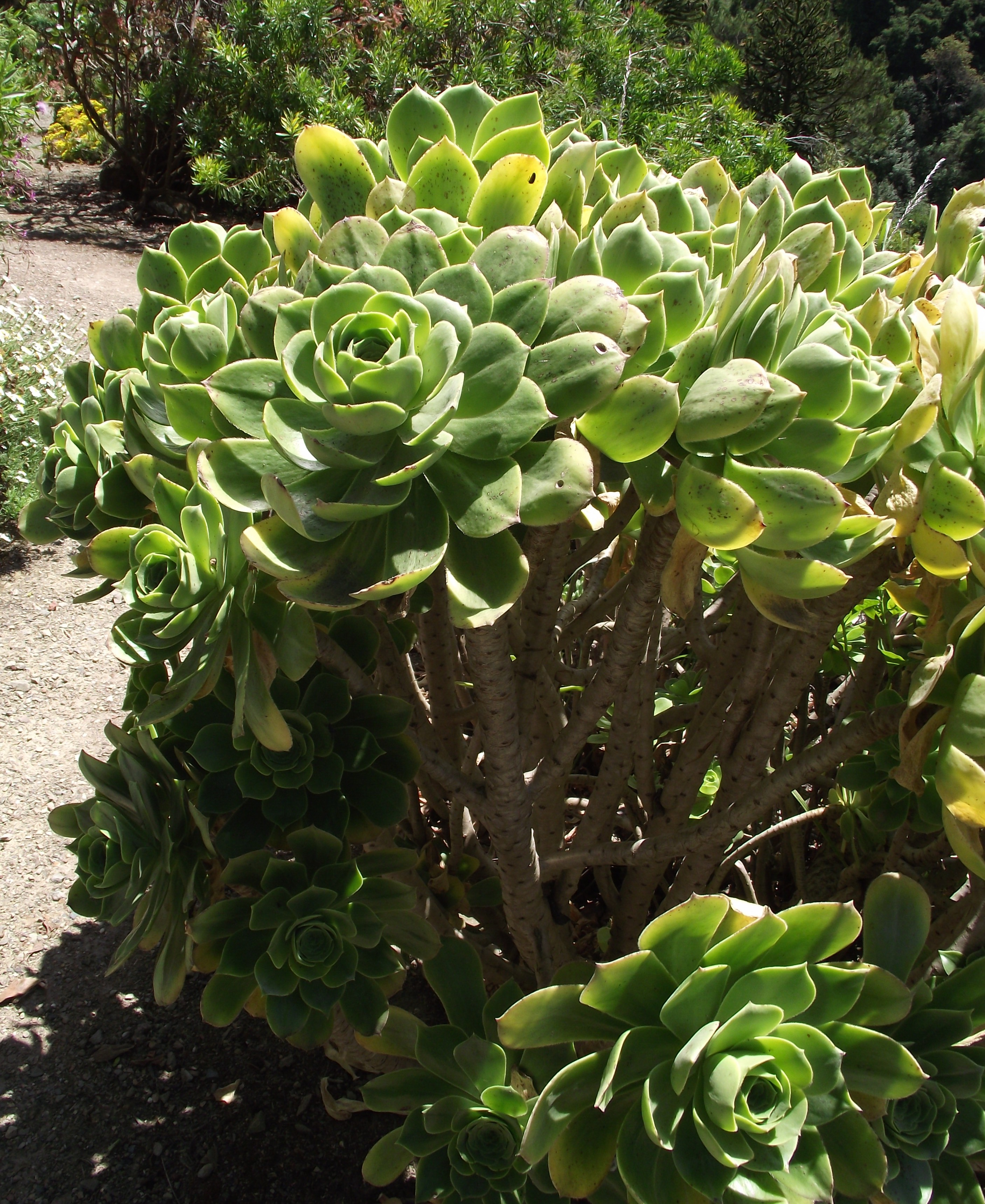
Vista de la planta

## Descripción
Es un arbusto, cada roseta de hojas pegajosas con hasta 20 cm de diámetro. Dentro del género, pertenece al grupo de especies arbustivas o subarbustivas con tallos ramificados y flores amarillas dispuestas en inflorescencias pequeñas. Se diferencia por sus hojas, las cuales poseen un olor muy penetrante a bálsamo.

## Distribución y hábitat
Aeonium balsamiferum es un endemismo exclusivo de las islas orientales de Canarias. Esta especie se incluía en el Catálogo de Especies Amenazadas de Canarias del año 2001, como sensible a la alteración de su hábitat, en las islas de Lanzarote y Fuerteventura, quedando descatalogada en el Catálogo Canario de Especies Protegidas del año 2010. 

## Taxonomía
Aeonium balsamiferum fue descrita por  Webb & Berthel.  y publicado en Histoire Naturelle des Îles Canaries 2(1): 192. 1840.
Etimología
Ver: Aeonium
balsamiferum: epíteto que procede del latín balsamum, que significa "bálsamo" y fer, que significa "tener o llevar", aludiendo a una supuesta producción de bálsamo.
Sinonimia
- Sempervivum balsamiferum[2]

## Nombres comunes
- Se conoce como "alfarroba" o "bejeque farrobo".